# Volta a Catalunya de 1978
La Volta a Catalunya de 1978 va ser 58a edició de la Volta Ciclista a Catalunya. Es disputà en 7 etapes del 7 al 14 de setembre de 1978 amb un total de 1175,5 km. El vencedor final fou l'italià Francesco Moser de l'equip Sanson-Campagnolo per davant de Francisco Galdós del Kas-Campagnolo, i de Pedro Torres del Teka.
La tercera i la setena etapes estaves dividides en dos sectors. Hi havia dos contrarellotges individuals, una al Pròleg de Sitges i l'altra al primer sector de la setena l'etapa al Vendrell.
Francesco Moser guanyava la "Volta" amb gran superioritat respecte als altres ciclistes. Va vèncer en quatre etapes i es va mantenir líder des del primer dia fins al final.

## Etapes
| Etapa  | Data           | Ciutats d'etapa                      | km    | Vencedor de l'etapa | Líder de la general |
| ------ | -------------- | ------------------------------------ | ----- | ------------------- | ------------------- |
| Pròleg | 7 de setembre  | Sitges – Sitges (CRI)                | 4,2   | Francesco Moser     | Francesco Moser     |
| 1a     | 8 de setembre  | Sitges – l'Espluga de Francolí       | 173,6 | Francesco Moser     | Francesco Moser     |
| 2a     | 9 de setembre  | l'Espluga de Francolí – Guissona     | 159,6 | Miguel Mari Lasa    | Francesco Moser     |
| 3a A   | 10 de setembre | Circuit per les Rambles (Barcelona)  | 45,0  | Frans Van Looy      | Francesco Moser     |
| 3a B   | 10 de setembre | Premià de Dalt - Alt del Mas Nou     | 109,7 | Francesco Moser     | Francesco Moser     |
| 4a     | 11 de setembre | Platja d'Aro - Pardines              | 149,2 | Antoon Houbrechts   | Francesco Moser     |
| 5a     | 12 de setembre | Ribes de Freser - Coll de Pal (Bagà) | 206,7 | Francisco Galdós    | Francesco Moser     |
| 6a     | 13 de setembre | Bagà – Manresa                       | 179,7 | José Manuel García  | Francesco Moser     |
| 7a A   | 14 de setembre | el Vendrell – el Vendrell (CRI)      | 29,8  | Francesco Moser     | Francesco Moser     |
| 7a B   | 14 de setembre | Coma-ruga – Sitges                   | 118,0 | Phil Edwards        | Francesco Moser     |

### Pròleg[1]
07-09-1978: Sitges – Sitges, 4,2 km. (CRI):
|   | Ciclista          | Equip             | Temps  |
| - | ----------------- | ----------------- | ------ |
| 1 | Francesco Moser   | Sanson-Campagnolo | 5' 11" |
| 2 | Eulalio García    | Teka              | + 16"  |
| 3 | José Enrique Cima | Kas-Campagnolo    | + 17"  |

|   | Ciclista          | Equip             | Temps  |
| - | ----------------- | ----------------- | ------ |
| 1 | Francesco Moser   | Sanson-Campagnolo | 5' 11" |
| 2 | Eulalio García    | Teka              | + 16"  |
| 3 | José Enrique Cima | Kas-Campagnolo    | + 17"  |

### 1a etapa[2]
08-09-1978: Sitges – l'Espluga de Francolí, 173,6:
|   | Ciclista         | Equip             | Temps      |
| - | ---------------- | ----------------- | ---------- |
| 1 | Francesco Moser  | Sanson-Campagnolo | 4h 55' 04" |
| 2 | Miguel Mari Lasa | Teka              | m. t.      |
| 3 | Francisco Galdós | Kas-Campagnolo    | m. t.      |

|   | Ciclista         | Equip             | Temps      |
| - | ---------------- | ----------------- | ---------- |
| 1 | Francesco Moser  | Sanson-Campagnolo | 5h 05' 15" |
| 2 | Miguel Mari Lasa | Teka              | + 25"      |
| 3 | Francisco Galdós | Kas-Campagnolo    | m. t.      |

### 2a etapa[3]
09-09-1978: l'Espluga de Francolí – Guissona, 159,6 km.:
|   | Ciclista         | Equip             | Temps      |
| - | ---------------- | ----------------- | ---------- |
| 1 | Miguel Mari Lasa | Teka              | 4h 12' 55" |
| 2 | Francesco Moser  | Sanson-Campagnolo | m. t.      |
| 3 | Pere Vilardebó   | Teka              | m. t.      |

|   | Ciclista         | Equip             | Temps      |
| - | ---------------- | ----------------- | ---------- |
| 1 | Francesco Moser  | Sanson-Campagnolo | 9h 13' 10" |
| 2 | Miguel Mari Lasa | Teka              | + 25"      |
| 3 | Pere Vilardebó   | Teka              | + 31"      |

### 3a etapa A[4]
10-09-1978: Circuit per les Rambles (Barcelona), 45,0 km.:
| Resultat de la 3a etapa A \| \| Ciclista \| Equip \| Temps \| \| - \| ------------------- \| ---------------------------- \| ------- \| \| 1 \| Frans Van Looy \| Mini Flat-Boule d'Or-Colnago \| 59' 45" \| \| 2 \| Giuseppe Martinelli \| Magniflex-Torpado \| m. t. \| \| 3 \| Daniele Tinchella \| Transmallorca-Gios \| m. t. \| |                     |                              |         |
| | Ciclista            | Equip                        | Temps   |
| 1 | Frans Van Looy      | Mini Flat-Boule d'Or-Colnago | 59' 45" |
| 2 | Giuseppe Martinelli | Magniflex-Torpado            | m. t.   |
| 3 | Daniele Tinchella   | Transmallorca-Gios           | m. t.   |

### 3a etapa B[4]
10-09-1978: Premià de Dalt - Alt del Mas Nou, 109,7 km.:
|   | Ciclista          | Equip              | Temps      |
| - | ----------------- | ------------------ | ---------- |
| 1 | Francesco Moser   | Sanson-Campagnolo  | 2h 48' 07" |
| 2 | Vicent Belda      | Transmallorca-Gios | + 02"      |
| 3 | José Enrique Cima | Kas-Campagnolo     | + 09"      |

|   | Ciclista        | Equip             | Temps       |
| - | --------------- | ----------------- | ----------- |
| 1 | Francesco Moser | Sanson-Campagnolo | 13h 01' 03" |
| 2 | Pedro Torres    | Teka              | + 49"       |
| 3 | Pere Vilardebó  | Teka              | + 1' 08"    |

### 4a etapa[5]
11-09-1978: Platja d'Aro - Pardines, 149,2 km.:
|   | Ciclista          | Equip                        | Temps      |
| - | ----------------- | ---------------------------- | ---------- |
| 1 | Antoon Houbrechts | Mini Flat-Boule d'Or-Colnago | 4h 02' 14" |
| 2 | Vicent Belda      | Transmallorca-Gios           | + 11"      |
| 3 | Francesco Moser   | Sanson-Campagnolo            | + 32"      |

|   | Ciclista        | Equip             | Temps       |
| - | --------------- | ----------------- | ----------- |
| 1 | Francesco Moser | Sanson-Campagnolo | 17h 03' 49" |
| 2 | Pedro Torres    | Teka              | + 49"       |
| 3 | Pere Vilardebó  | Teka              | + 1' 12"    |

### 5a etapa[5]
10-09-1979: Ribes de Freser - Coll de Pal (Bagà), 206,7 km. :
|   | Ciclista         | Equip              | Temps      |
| - | ---------------- | ------------------ | ---------- |
| 1 | Francisco Galdós | Kas-Campagnolo     | 6h 39' 06" |
| 2 | Vicent Belda     | Transmallorca-Gios | + 1' 45"   |
| 3 | Francesco Moser  | Sanson-Campagnolo  | + 1' 47"   |

|   | Ciclista         | Equip             | Temps       |
| - | ---------------- | ----------------- | ----------- |
| 1 | Francesco Moser  | Sanson-Campagnolo | 23h 44' 42" |
| 2 | Francisco Galdós | Kas-Campagnolo    | + 1' 35"    |
| 3 | Pedro Torres     | Teka              | + 3' 37"    |

### 6a etapa[6]
13-09-1978: Bagà – Manresa, 179,7 km.:
|   | Ciclista           | Equip              | Temps      |
| - | ------------------ | ------------------ | ---------- |
| 1 | José Manuel García | Transmallorca-Gios | 4h 53' 55" |
| 2 | Armando Lora       | Magniflex-Torpado  | + 5' 33"   |
| 3 | Miguel Mari Lasa   | Teka               | + 6' 35"   |

|   | Ciclista         | Equip             | Temps       |
| - | ---------------- | ----------------- | ----------- |
| 1 | Francesco Moser  | Sanson-Campagnolo | 28h 45' 12" |
| 2 | Francisco Galdós | Kas-Campagnolo    | + 1' 35"    |
| 3 | Pedro Torres     | Teka              | + 3' 37"    |

### 7a etapa A[7]
14-09-1978: el Vendrell – el Vendrell, 29,8 km. (CRI):
| Resultat de la 7a etapa A \| \| Ciclista \| Equip \| Temps \| \| - \| --------------- \| ----------------- \| -------- \| \| 1 \| Francesco Moser \| Sanson-Campagnolo \| 39' 50" \| \| 2 \| Vito Da Ros \| Magniflex-Torpado \| + 1' 14" \| \| 3 \| Joan Pujol \| Kas-Campagnolo \| + 1' 31" \| |                 |                   |          |
| | Ciclista        | Equip             | Temps    |
| 1 | Francesco Moser | Sanson-Campagnolo | 39' 50"  |
| 2 | Vito Da Ros     | Magniflex-Torpado | + 1' 14" |
| 3 | Joan Pujol      | Kas-Campagnolo    | + 1' 31" |

### 7a etapa B[7]
14-09-1978: Coma-ruga – Sitges, 118,0 km.:
|   | Ciclista            | Equip             | Temps      |
| - | ------------------- | ----------------- | ---------- |
| 1 | Phil Edwards        | Sanson-Campagnolo | 3h 15' 29" |
| 2 | José Luis Enfedaque | Novostil-Helios   | m. t.      |
| 3 | Jean-Claude Fabbri  | Magniflex-Torpado | m. t.      |

|   | Ciclista         | Equip             | Temps       |
| - | ---------------- | ----------------- | ----------- |
| 1 | Francesco Moser  | Sanson-Campagnolo | 32h 31' 20" |
| 2 | Francisco Galdós | Kas-Campagnolo    | + 3' 15"    |
| 3 | Pedro Torres     | Teka              | + 5' 37"    |

## Classificació General
|    | Ciclista           | Equip                        | Temps       |
| -- | ------------------ | ---------------------------- | ----------- |
| 1  | Francesco Moser    | Sanson-Campagnolo            | 32h 31' 20" |
| 2  | Francisco Galdós   | Kas-Campagnolo               | + 3' 15"    |
| 3  | Pedro Torres       | Teka                         | + 5' 37"    |
| 4  | Joan Pujol         | Kas-Campagnolo               | m. t.       |
| 5  | Vicent Belda       | Transmallorca-Gios           | + 6' 43"    |
| 6  | Miguel Mari Lasa   | Teka                         | + 9' 19"    |
| 7  | Ismael Lejarreta   | Kas-Campagnolo               | + 9' 46"    |
| 8  | Antoon Houbrechts  | Mini Flat-Boule d'Or-Colnago | + 10' 12"   |
| 9  | Claudio Bortolotto | Sanson-Campagnolo            | + 10' 16"   |
| 10 | Pere Vilardebó     | Teka                         | + 11' 53"   |

## Classificacions secundàries
|   | Ciclista         | Equip              | Punts    |
| - | ---------------- | ------------------ | -------- |
| 1 | Vicent Belda     | Transmallorca-Gios | 38 punts |
| 2 | Francesco Moser  | Sanson-Campagnolo  | 38 punts |
| 3 | Francisco Galdós | Kas-Campagnolo     | 33 punts |

|   | Ciclista       | Equip                        | Punts    |
| - | -------------- | ---------------------------- | -------- |
| 1 | Ludo Schurgers | Mini Flat-Boule d'Or-Colnago | 44 punts |
| 2 | Antonio Abad   | Novostil-Helios              | 34 punts |
| 3 | Andrés Oliva   | Teka                         | 18 punts |

|   | Ciclista         | Equip             | Punts    |
| - | ---------------- | ----------------- | -------- |
| 1 | Francesco Moser  | Sanson-Campagnolo | 46 punts |
| 2 | Francisco Galdós | Kas-Campagnolo    | 30 punts |
| 3 | Miguel Mari Lasa | Teka              | 27 punts |

|   | Equip             | Nacionalitat | Temps       |
| - | ----------------- | ------------ | ----------- |
| 1 | Sanson-Campagnolo | Itàlia       | 97h 29' 08" |
| 2 | Kas-Campagnolo    | Espanya      | + 5' 08"    |
| 3 | Teka              | Espanya      | + 12' 35"   |